# فريملي
فريملي هي بلدة إنجليزية صغيرة مركزها 2 ميل (3 كم) جنوب كامبرلي، في أقصى غرب مقاطعة سري، المتاخمة للحدود مع هامبشاير في قصبة مرج مقاطعة سري. فهو يقع في حوالي 30 ميلا (50 كم) جنوب غرب وسط لندن. ترتبط المدينة بالطريق السريع M3 عبر طريق وادي بلاك ووتر A331. يمكن اعتبار القرية توأمًا أكثر تطوراً من فريملي جرين. أصبحت فريملي منطقة حضرية في عام 1894، وتم تغيير اسمها إلى فريملي وكامبرلي في عام 1929. 

## أعلام
- جوني ويلكينسون
- دون تومسون
- أوليفر جيل
- أندرو ويليس
- توبي فلوود
- فيل بورغس